# امانوئل وانیونیی
امانوئل وانیونیی (انگلیسی: Emmanuel Wanyonyi؛ زادهٔ ۱ اوت ۲۰۰۴) دونده دو نیمه‌استقامت اهل کنیا است.